# Иван Портних
Иван Николаев Портних e български политик от ГЕРБ, общински съветник (2011 – 2013) и бивш кмет на община Варна. (от 15 юли 2013 г. до 8 ноември 2023 г.)

## Биография

### Ранни години и семейство
Портних е роден на 18 ноември 1976 г. като Иван Николаевич Портных в град София, Народна република България. Неговият баща е руснак, а майка му българка. Те се запознават като студенти, след което баща му се мести в България и живеят в столичния квартал „Младост“. До 2011 г. Иван Портних е руски гражданин. Той е семеен, с две деца.

### Образование
Завършва 9-а френска езикова гимназия в София, а след това „Международни икономически отношения“ (МИО) в Университета за национално и световно стопанство, има магистърска степен по бизнес администрация от Франкофонския институт за администрация и управление и от Нантския университет. Специализира хотелски мениджмънт в Университета „Корнел“ в САЩ. Владее френски, английски и руски език.

### Професионална дейност
За кратко работи във фирма „Данон“ в София. Едва 23-годишен е назначен за генерален мениджър на туристическия комплекс „Гранд хотел Варна“, от 2001 г. до 2013 г, включващ няколко хотела в курорта Св. св. Константин и Елена.
През 2010 г. печели като генерален мениджър на „Grand Hotel Varna Resort & Spa“ наградите „Хотелски мениджър на 2010 г.“ и „Ваканционен комплекс на 2010 г.“, присъдени от сдружение „Българска хотелиерска и ресторантьорска асоциация“.

### Обществена дейност
През 2005 г. Иван Портних става Член на Управителния съвет на Фондация „Международен балетен конкурс Варна“, а през 2011 г. става Председател на клуб „Христо Ботйов“ – Варна към Общонародна фондация „Христо Ботйов“.
Иван Портних спонсорира спорта за хора с увреждания. С негова подкрепа варненският отбор по баскетбол в инвалидни колички печели редица състезания и има за цел, да представи България на Параолимпийските игри в Рио де Жанейро през 2016 г. Той е и един от основните инициатори в кампанията за доизграждане на храм „Св. Прокопий Варненски“, чиято първа копка е направена на 31 октомври 2006 г.

### Политическа дейност
През 2012 г. Иван Портних е избран за областен координатор на ГЕРБ във Варна.
На местните избори през 2011 г. е избран за общински съветник във Варна от листата на ГЕРБ, чиято група оглавява до юни 2013 г. Изпълнява длъжностите председател на постоянната комисия „Финанси и бюджет“ и заместник-председател на Общински съвет–Варна. На 12 май 2013 г. е избран за народен представител в XLII народно събрание.

#### 2013 – 2015
На частичните местни избори на 30 юни 2013 г. в община Варна е кандидат за кмет от ГЕРБ, той печели на проведения втори тур на 7 юли 2013 г.

#### 2015 – 2019
На местните избори през 2015 г. е кандидат за кмет от ГЕРБ на община Варна, избран е на първи тур с 76258 гласа (или 62,67%).

#### 2019 – 2023
На местните избори през 2019 г. е кандидат за кмет от ГЕРБ на община Варна. На проведения първи тур получава 49 754 гласа (или 49,29%) и се явява на балотаж с кандидата на партия „Възраждане“ Костадин Костадинов, който получава 14 432 гласа (или 14,30%). Избран е на втори тур с 49 207 гласа (или 60,79%).
На местните избори през 2023 г. отново е кандидат за кмет от ГЕРБ на община Варна. На проведения първи тур получава 28 206 гласа (или 26,57%) и се явява на балотаж. На втори тур получава 35 519 гласа (или 41,52%) и губи от кандидата на коалиция „Продължаваме промяната – Демократична България“ Благомир Коцев, който получава 45 395 гласа (или 53,06%).

### Пиянски скандал в Израел
През 2018 г. Портних е изгонен от Израел по време на свое посещение, като водач на делегация, представляваща община Варна, която е трябвало да подпише меморандум за побратимяване с град Хайфа. Под влиянието на алкохол Иван Портних се държал грубо със служители на хотела и докоснал агресивно сервитьорка, заради което полицията в Хайфа била повикана. Това води до неговото извеждане от Израел, както и отмяната на предвидените събития с него.